# Toppolo (Capodistria)
Tòppolo in Belvedere, già Topolovaz (in sloveno Topolovec, già Topolovac) è una frazione di 53 abitanti del comune sloveno di Capodistria, situato in Istria settentrionale.
La località è situata a 34,4 km a sudest dal capoluogo comunale ed a 2,5 km dal confine croato, nell'alta valle del fiume Dragogna ed è inoltre costituita dagli agglomerati di Cernova (Žrnjovec) e Chervoi (Hrvoj).
Ad ovest dell'insediamento vi è la chiesa di San Geronimo o Girolamo (Sv. Jerolim), santo nativo della vicina Stridone, mentre presso Chervoi vi è la chiesetta dedicata a San Zenone (Sv. Zenon).

## Origine del nome
Il nome italiano Toppolo deriva dal nome comune sloveno topol che significa albero di pioppo, più il suffisso -vac o -vec che indica la località. 

## Storia
Dopo la caduta dell'Impero romano, e la parentesi del Regno ostrogoto fino al 539, a seguito della Guerra gotica (553) promossa dall'imperatore Giustiniano I l'Istria entrò a far parte dei domini bizantini, che in seguito subirono la penetrazione temporanea nella penisola dei Longobardi. Dopo una parentesi di dominazione longobarda dal 751 ad opera del loro re Astolfo, l'Istria tornò in mano bizantine dal 774.
Nel 788 Carlo Magno, re dei Franchi, occupò l'Istria inglobandola nel Regnum Italiae; nell'803 venne istituita la Marchia Austriae et Italiae che comprendeva il Friuli, la Carinzia, la Carniola e l'Istria. Nell'828 l'imperatore Ludovico divise la Marca Orientale in quattro contee: Verona, Friuli, Carniola e Istria (comprendente il Carso e parte della Carniola interna); in seguito al Trattato di Verdun, nell'843, le contee di Istria e Friuli (conglobate nella “Marca d'Aquileia”) entrarono a far parte del Regnum Italicum poi assegnate (847) al marchese d'Istria e del Friuli Eberardo a cui successero prima il figlio Urnico e poi l'altro figlio Berengario.
Cessato il dominio franco con la deposizione di Carlo il Grosso, Berengario, divenuto re d'Italia, passò il marchesato aquileiese al suo vassallo Vilfredo che venne poi nell'895 da lui nominato marchese del Friuli e dell'Istria.
Nel 952 l'imperatore Ottone I obbligò il re d'Italia Berengario II a rinunciare alle contee “Friuli et Istria”, unendole al Impero romano-germanico e subordinandole al ducato di Baviera tenuto dal suo fratellastro Enrico I a cui successe il figlio Enrico II. Nel 976 l'Istria passò al Ducato di Carinzia appena costituito dall'imperatore Ottone II.
Appartenne ai patriarchi d’Aquileia che, assieme al Carso e ad altre località istriane, l'ebbero in dono dall'imperatore Corrado II nel 1028.

Nel 1077 l'imperatore Enrico IV costituì il Principato ecclesiastico di Aquileia che ebbe influenza, mediante apposito diploma emesso lo stesso anno, anche sulla marca di Carniola e sulla contea dell'Istria.
Nel 1209 il patriarca Volchero accampò dei diritti sulla regione istriana per l'infeudazione avvenuta nel 1077 e il duca Lodovico di Baviera (il quale fu nominato nel 1208 marchese d'Istria da Ottone IV) rinunciò al marchesato.
Dopo la pace di Treviso (1291, che affidava la fascia costiera occidentale istriana alla crescente potenza della Serenissima), Tòppolo faceva parte della Signoria di Momiano, in mano ai Duinati, fedeli vassalli del patriarca.
Nel 1374, la signoria di Momiano e i suoi possedimenti (e quindi anche Tòppolo) passarono ai duchi d'Austria, come signoria separata dalla Contea di Pisino, staccata con propria amministrazione sotto un capitano o provveditore e con un proprio urbario.
Il 1420 segnò la fine del potere temporale dei patriarchi. Tòppolo, e il resto della signoria di Momiano, rimase un'enclave austriaca in terra veneziana fino al 1508.
 
Entrata nei domini veneziani, fu poi infeudata nel 1585 ai Vergerio o Verzìer, quindi ai Del Bello; ritornato alla fine del XVI secolo ai Vergerio, questi la vendettero ai conti Grisoni.

Nel XVI e XVII secolo le campagne furono popolate da Croati provenienti dalle regioni interne della Dalmazia.
Caduta la Serenissima, con la Pace di Presburgo seguì il destino degli ex possedimenti veneziani entrando per un breve periodo nel Regno d’Italia napoleonico.
Col Trattato di Schönbrunn del 1809 entrò a far parte delle Province Illiriche per entrare poi in mano austriaca col Congresso di Vienna nel 1815 nel Regno d'Illiria; passò in seguito sotto il profilo amministrativo al Litorale austriaco nel 1849 come frazione del comune di Pòrtole che comprendeva anche gli attigui insediamenti di Belvedere (Belvedur), Boschini (Koromači-Boškini), Mocenighi (Močunigi) dell'attuale comune di Capodistria e Cucibreg (Kućibreg), Semi (Dugo Brdo) e Scherlici (Škerlici) dell'attuale comune croato di Buie.
Dopo la prima guerra mondiale rimase frazione del medesimo comune nella Provincia dell’Istria.
Fu soggetta alla Zona d'operazioni del Litorale adriatico (OZAK) tra il settembre 1943 e il maggio 1945. Fin dal giugno 1945, trovandosi ad est della Linea Morgan, entrò nella zona ad amministrazione jugoslava.

A seguito del Trattato di Parigi, nel 1947, buona parte dell'insediamento entrò a far parte della zona B del Territorio Libero di Trieste (la linea di confine con la Jugoslavia passava poco ad est della strada che congiunge Cernova con Chervoi) fino al 1954 quando passò alla Jugoslavia; dal 1991 fa parte della Slovenia. Queste vicende sono descritte nel libro  di Salvatore Egidio Di Grazia,"La valigia per Trieste" (Pazzini editore, 2010) contenente memorie personali e familiari e digressioni storiche

## Corsi d'acqua
- Fiume Dragogna (Dragonja); torrente Gabera (Pasjak); torrente Malinsca (Malinska); torrente Buccovizza (Valica)

## Alture principali
- Monte Grande (Veli Vrh), 462 m; Vrh, 427 m.